# Arab Bank
Die Arab Bank ist eine jordanische Bank, die zu den größten Finanzinstituten im Nahen Osten gehört. Sie hat ihren Hauptsitz in Amman, Jordanien. Sie ist als Universalbank tätig, die Kunden in mehr als 600 Filialen auf fünf Kontinenten betreut. Die Arab Bank ist eine börsennotierte Aktiengesellschaft, die an der Amman Stock Exchange notiert ist.
Sie bietet Bankdienstleistungen und Kapital an und fördert die Entwicklung und den Handel in der gesamten Region. Laut ihrer Website war die Bank 2018 die nach Marktkapitalisierung am höchsten bewertete Bank und machte rund 25 % der Börse von Amman aus.

## Geschichte
Die Arab Bank wurde 1930 in Jerusalem im Mandatsgebiet Palästina als erstes privatwirtschaftliches Finanzinstitut in der arabischen Welt gegründet. In den 1940er- und 1950er-Jahren wuchs die Bank auf 43 Filialen an und verfügte über ein Kapital von 5,5 Millionen JOD.
Im Jahr 2018 wies die Bank einen Nettogewinn nach Steuern von 820,5 Mio. USD aus, verglichen mit 533 Mio. USD im Jahr 2017, wobei der Nettogewinn vor Steuern 1,1 Mrd. USD erreichte. Das Eigenkapital der Gruppe wuchs auf 8,7 Mrd. USD, während die Eigenkapitalrendite auf 9,5 % anstieg. Das Nettobetriebsergebnis der Gruppe wuchs um 8 %, was auf das Wachstum des Zins- und Provisionsüberschusses zurückzuführen ist. Die Kreditfazilitäten stiegen um 3 % auf 25,8 Mrd. USD, während die Kundeneinlagen auf 34,3 Mrd. USD zunahmen.
Die Arab Bank hat Tochtergesellschaften in einigen wenigen Ländern, darunter Australien (Arab Bank Australia) und die Schweiz (Arab Bank Switzerland).
Im Jahr 2023 wies sie Aktiva in Höhe von 68,3 Mrd. USD (6 % mehr als 2022) und einen Nettogewinn von 829,6 Mio. USD (52 % mehr als 2022) auf. Ebenfalls im Rahmen der Environmental, Social and Governance (ESG) begab die Bank ihre erste nachhaltige Daueremission von AT1-Wertpapieren (Tier-1-Kapital) im Wert von 250 Mio. USD.

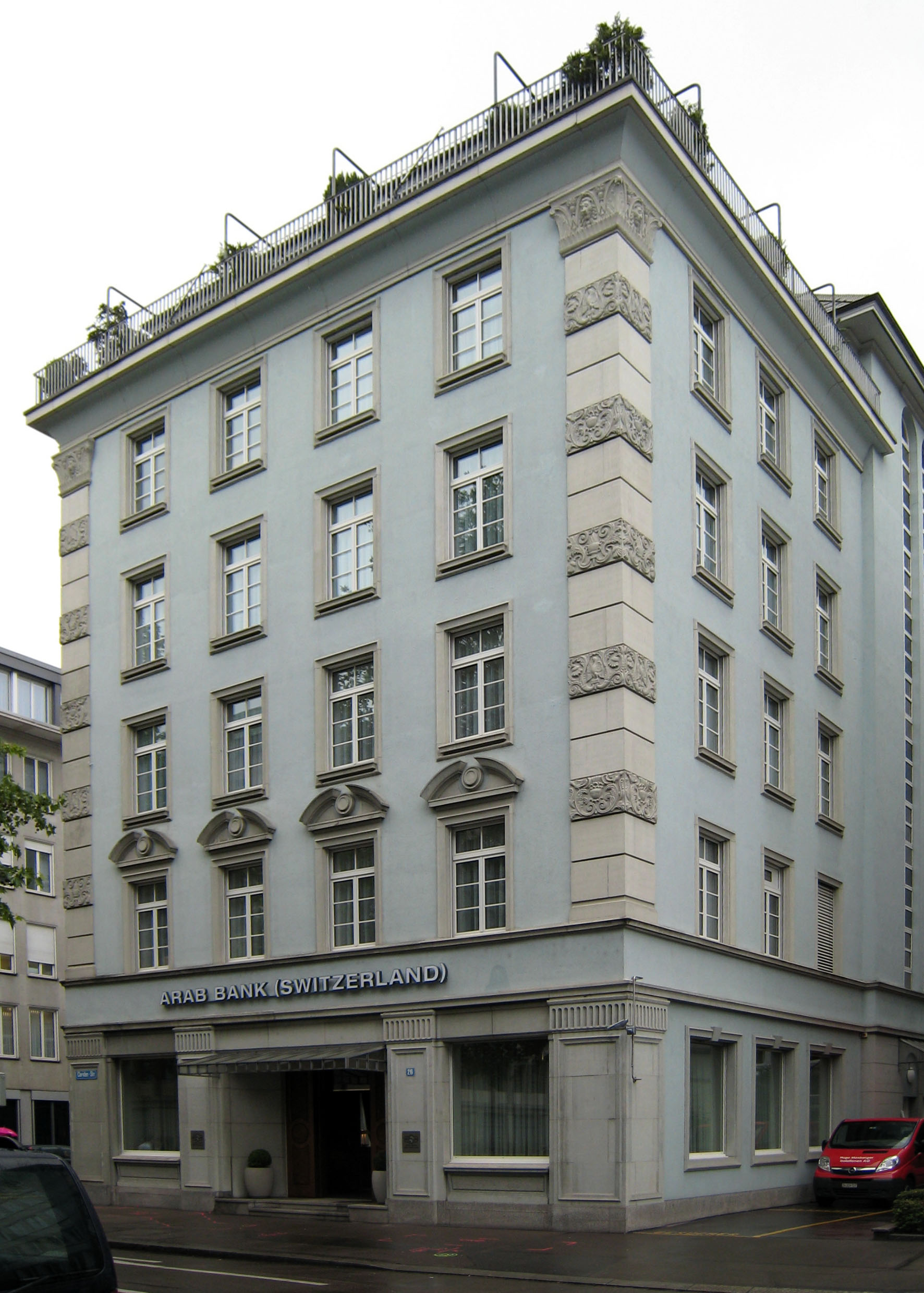
Gebäude der Arab Bank in Zürich, Schweiz.

## Abd Al Hameed Shoman Foundation
1978 gründete die Arab Bank die Abd Al-Hameed Shoman Foundation, um die soziale Entwicklung in der arabischen Welt in den Bereichen Wissenschaft und Geisteswissenschaften zu fördern. Sie ist eine Stiftung, die von einem privaten Unternehmen in Jordanien gegründet wurde. Die Stiftung organisiert das Abd Al Hameed Shoman-Kulturforum, bei dem führende Wissenschaftler, Pädagogen und Innovatoren zusammenkommen, um über aktuelle kulturelle Themen zu diskutieren. Im Jahr 2011 stellte die Arab Bank rund 87 % ihres Jahresbudgets für Investitionen in das Gemeinwesen über die Stiftung bereit.

## Gerichtsverfahren
Im Jahr 2004 wurden mehrere Zivilklagen gegen die Bank vor dem US-Bezirksgericht für den östlichen Bezirk von New York in Brooklyn auf der Grundlage des Anti-Terrorismus-Gesetzes und des Alien Tort Statute eingereicht, die allesamt zu Entscheidungen zugunsten der Bank führten. In diesen Fällen behaupteten Kläger aus den USA und anderen Ländern, dass sie oder ihre Familienangehörigen durch Terrorakte geschädigt wurden, die zwischen 1995 und 2005 in Israel oder im Westjordanland/Gaza verübt wurden. Sie behaupteten, die Bank habe Konten für Personen und Organisationen geführt, die ihrerseits terroristische Aktivitäten unterstützt hätten. Ähnliche Fälle wurden gegen UBS, Credit Lyonnais, Bank of China, American Express Bank, National Westminster Bank und Commerzbank eingereicht.